# امیرحسین فتحی
امیرحسین فتحی رئیس هیئت مدیره باشگاه فوتبال نساجی مازندران و عضو سابق هیئت مدیره و مدیرعامل سابق باشگاه فوتبال استقلال تهران است. وی پیش از این مدیرعامل باشگاه فوتبال بهمن کرج بود و نیز سابقه کار در شهرداری تهران و شرکت توسعه و نگهداری اماکن ورزشی را دارد.
وی پیش از مدیریت عامل باشگاه فرهنگی ورزشی استقلال ایران، معاونت بین‌الملل و حقوقی باشگاه استقلال ایران را نیز بر عهده داشت. وی همچنین عضویت کمیته انضباطی فدراسیون فوتبال را عهده دار بوده است.

## باشگاه فوتبال استقلال تهراندر زمان ریاست
دوران حضور فتحی به عنوان مدیر عامل باشگاه استقلال به زعم هواداران این تیم و بسیاری از کارشناسان امر به‌عنوان بدترین دوران مدیریتی این باشگاه شناخته می‌شود. وی در دوران ریاستش بر باشگاه استقلال که حدود یک سال و نیم به طول انجامید، خاطرات بدی را برای هواداران این باشگاه رقم زد و کارنامه ضعیفی را از خود بر جای گذاشت که از مهم‌ترین نقاط ضعف و ایرادات وارده بر کارنامه وی در این سمت می‌توان به عدم توانایی در فراهم کردن امکانات اولیه مورد نیاز یک باشگاه نظیر زمین تمرین ثابت و مناسب، مشکلات مالی عدیده و ناتوانی در حل و فصل آنها، ناتوانی در برآورده کردن انتظارات دو سرمربی مختلف نظیر حفظ شاکله اصلی تیم و ترنسفر کردن بازیکن مهمی مانند اللهیار صیادمنش و سود حاصل از این ترنسفر که تا به حال سرنوشت این پول نامعلوم است، عدم صداقت با هواداران، عوامل و سرمربی وقت باشگاه، آندره‌آ استراماچونی که موجب فسخ یک‌طرفه قرارداد وی با باشگاه و بروز مشکلات فراوان برای تیم و هواداران شد و همچنین مصاحبه‌های متعدد و دادن وعده‌های بی‌اساس اشاره کرد. او به دلیل همین وعده‌های متعدد و پوچ از جانب هواداران استقلال لقب «مژده» را دریافت کرده است. فتحی بلافاصله پس از استعفای صوری از مدیریت باشگاه استقلال، توسط حامی و دوست قدیمی‌اش، مسعود سلطانی‌فر، به عنوان ریاست مجموعه ورزشی انقلاب تهران برگزیده شد.